# هوكر سايدلي بيه.1154
الطائرة هوكر سايدلي بيه.1154 (لغة إنجليزية:Hawker Siddeley P.1154) هي طائرة مقاتلة كان من المخطط إنتاجها في المملكة المتحدة. لها القدرة على الطيران أسرع من الصوت والإقلاع والهبوط العمودي/القصير (ف/ستول). صممت بيه.1154 من قبل هوكر سايدلي. نتيجة عدم استيفاء الطائرة هوكر سايدلي بيه.1150 مستلزمات الناتو الأساسية العسكرية رقم 3، ولد التطوير هوكر سايدلي بيه.1154، وطورت في نفس وقت تصميم الطائرة هوكر سايدلي بيه.1127 كستريل.
في 1961، اخذت شركة هوكر سايدلي في الاعتبار تعديل الطائرة لتتفق مع المواصفات المشتركة الموضوعة من سلاح الجو الملكي، والبحرية الملكية. وذلك لكى تستبدل عن الموافقة عليها وإنتاجها طائرة سلاح الجو الملكى هوكر هنتر، وطائرة الذراع الجوى للبحرية الملكية دى هافلاند فيكسن البحر. بالرغم من نجاح تجارب واختبارات الطائرة إلا انها لم تدخل مرحلة الإنتاج، ومع تولى حزب العمال سدة الحكومة قرر رئيس الحكومة هارولد ويلسون في 2 فبراير 1965 ألغاء المشروع بداعى زيادة التكلفة، أيضًا حيث ان البحرية الملكية رأت ان الطائرة إف-4 فانتوم الثانية تناسبها وتحقق متطلباتها أكثر من البيه.1154. وفي نفس الوقت أعتمدت البحرية الملكية ايضًا الطائرة بيه.1127 والتي أدت إلى العديد من التطوير والطرازات وتكون عائلة طائرات هارير الناجحة والتي خدمت في العديد من دول العالم وكان أغلبها من على متن حاملات الطائرات.